# 애니 먼로
애니 먼로(Annie Monroe)는 미국의 배우, 음악가이다. 로스앤젤레스에서 태어났다. 얼터너티브 록 그룹 더 라이크에서 오르간을 연주했다.

## 영화
- 스피닝 맨 (2018년) - 교수 역
- 배드 루미스 (2015년)
- 사우스랜드 (드라마)

## 텔레비전
- 성범죄수사대: SVU